# Federico Bernardeschi
Federico Bernardeschi, född 16 februari 1994 i Carrara, är en italiensk fotbollsspelare (ytter) som spelar för Toronto FC i Major League Soccer (MLS).

## Klubbkarriär
Under säsongen 2013/14 var han utlånad till FC Crotone från ACF Fiorentina. Han debuterade den 8 september 2013 mot Delfino Pescara 1936 i en Serie B-match. Han gjorde fyra mål på sina första elva matcher för Crotone. Den 2 augusti 2015 gjorde han två mål för Fiorentina i en träningsmatch mot FC Barcelona.
Den 24 juli 2017 värvades Bernardeschi av Juventus, där han skrev på ett femårskontrakt.
Den 15 juli 2022 värvades Bernardeschi på fri transfer av Toronto FC, där han skrev på ett fyraårskontrakt.

## Landslagskarriär
Bernardeschi debuterade för Italiens U-21 landslag mot Nordirland. Han var med i Italiens trupp vid U21-EM 2015.